# ...Is It Something I Said?
…Is It Something I Said? es el cuarto álbum de Richard Pryor y el primero que lanzó en un nuevo contrato con Warner Bros. Records, un sello con el que permaneció durante el resto de su carrera discográfica. 
Grabado en el Casino Latino en Cherry Hill, Nueva Jersey, el álbum es notable por ser el debut grabado del memorable Mudbone de Pryor, el Tupeloan rural se convirtió en el hilandero de cuentos de Peoria y en mentiroso y narrador de historias y anecdotista; y por el crédito de la etiqueta del centro de disco de la canción "Just Us" al amigo, escritor y colaborador de Pryor, Paul Mooney . Grabado por Wally Heider Recording, los ingenieros Biff Dawes y Charles Carver.
En 1976, el álbum ganó el premio Grammy a la mejor grabación de comedia . 
El álbum fue el primer título de Richard Pryor en ser remasterizado y reeditado en disco compacto . El álbum aparece como parte de ... And It's Deep Too! conjunto de caja, con una canción extra, "Ali" (que apareció por primera vez en Richard Pryor's Greatest Hits) se agregó al álbum.

## Listado de pistas
| N.º | Título                                  | Duración |  |
| 1.  | «Eulogy»                                | 3:50     |  |
| 2.  | «Shortage of White People»              | 1:24     |  |
| 3.  | «New Niggers»                           | 4:00     |  |
| 4.  | «Cocaine»                               | 4:10     |  |
| 5.  | «Just Us»                               | 3:49     |  |
| 6.  | «Mudbone – Intro»                       | 5:45     |  |
| 7.  | «Mudbone – Little Feets»                | 11:50    |  |
| 8.  | «When Your Woman Leaves You»            | 6:30     |  |
| 9.  | «The Goodnight Kiss»                    | 1:48     |  |
| 10. | «Women Are Beautiful»                   | 0:53     |  |
| 11. | «Our Text For Today»                    | 3:48     |  |
| 12. | «Ali» (Bonus track on some CD reissues) | 3:47     |  |